# Komunikacijski protokol
Komunikacijski protokol je skup jednoznačno određenih pravila za razmjenu informacija između dva entiteta na mreži koji uključuje sintaksu informacije, semantiku informacije te pravila za razmjenu informacije. Entitet može biti računalo, program, sigurnosna kamera, senzor i sl.
Komunikacijska arhitektura je skup komunikacijskih protokola koji omogućavaju komunikaciju između dva entiteta računalne mreže.